# NGC 6970
NGC 6970 is een balkspiraalstelsel in het sterrenbeeld Indiaan. Het hemelobject werd op 2 oktober 1834 ontdekt door de Britse astronoom John Herschel.

## Synoniemen
- ESO 235-8
- AM 2048-485
- IRAS 20486-4857
- PGC 65608